# Piste Chisholm

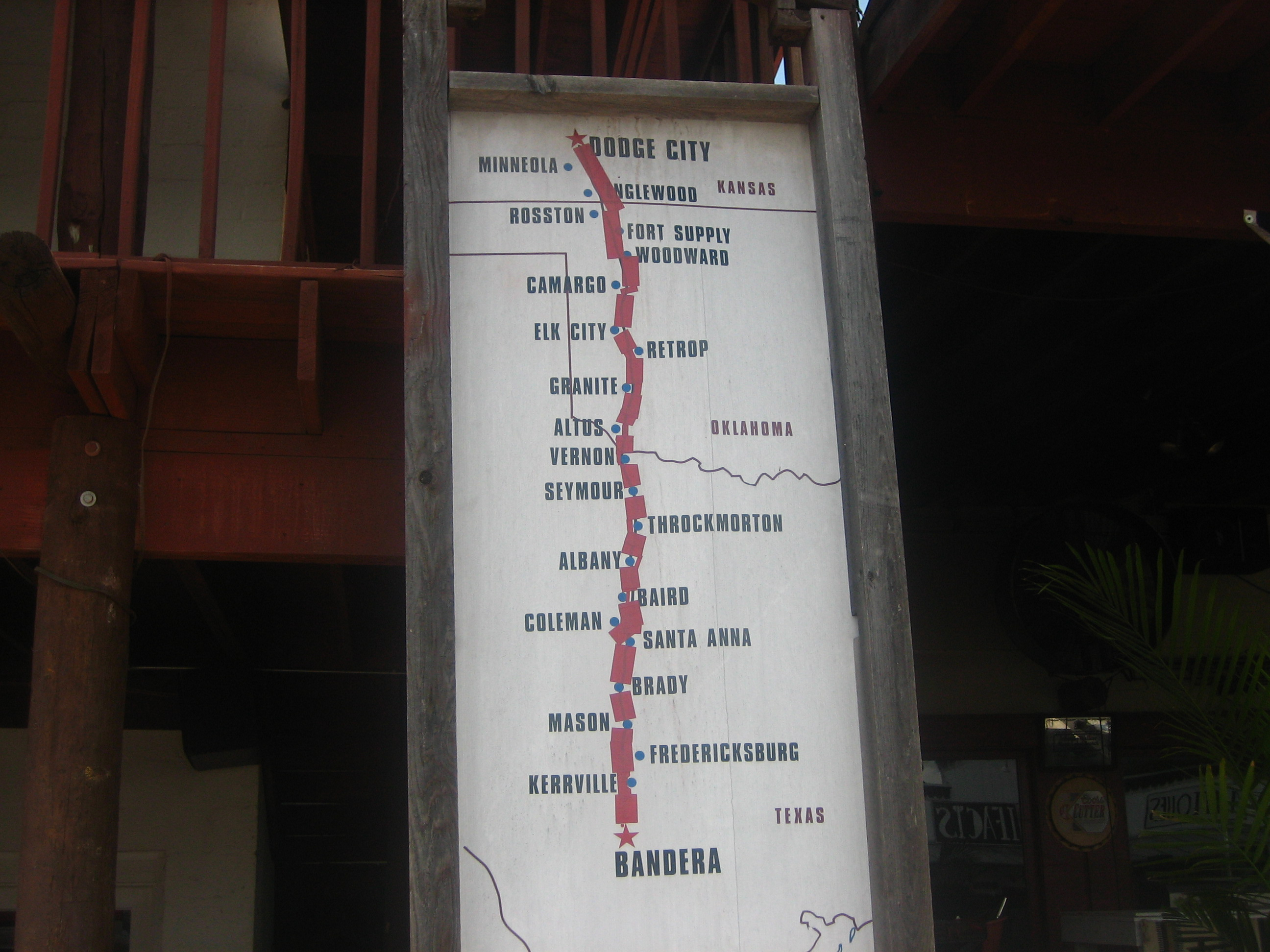
Tracé de la piste Chisholm.

La piste Chisholm (Chisholm Trail en anglais) était une piste utilisée vers la fin du XIXe siècle pour conduire le bétail des ranchs du Texas vers les gares ferroviaires du Kansas d'où il était acheminé vers l'Est. La piste commençait entre le Rio Grande et San Antonio, et allait jusqu'à Abilene. La piste était nommée d'après Jesse Chisholm, qui avait construit plusieurs comptoirs commerciaux, dans ce qui est aujourd'hui l'ouest de l'Oklahoma, avant la guerre de Sécession. Il est mort en 1868, avant d'avoir pu voir du bétail transiter par cette piste.